# Galia Ackerman
Galina Ackerman, usualmente Galia Ackerman (in russo Галя Аккерман?, Galja Akkerman; Mosca, 24 giugno 1948), è una scrittrice, storica e giornalista francese nata in Russia, ricercatrice all'Università di Caen, specializzata nell'Ucraina e negli Stati post-sovietici. Editorialista per la rivista Politique Internationale, traduttrice della giornalista russa uccisa  Anna Politkovskaja, è nota come critica del regime di Putin e ricercatrice sul tema Černobyl'.

## Biografia
Nata il 24 giugno 1948 a Mosca, si è laureata presso la Facoltà di Filologia dell'Università statale di Mosca (filologia classica). Nel 1973 emigrò in Israele e nel 1984 si trasferì definitivamente a Parigi. Ha difeso la sua dissertazione alla Sorbona sulla storia della religione. Ha tradotto dal russo al francese oltre 80 libri ed è ricercatrice associata presso l'Università di Caen.
Dal 1988 al 2010 ha lavorato per Radio France internationale. Ha diretto le rubriche "Il destino delle idee" e "Cronaca religiosa". Dal 1995 collabora alla rivista quadrimestrale Politique Internationale. Impegnata in una panoramica della situazione politica in Russia e negli stati post-sovietici. I suoi articoli sono pubblicati sui principali media francesi, internazionali e russi: Le Monde, Libération, La Vie, Politique internationale, La Règle du jeu, Courrier de l'Unesco, Histoire et Liberté, Le Meilleur des mondes, Tumultes, Geo Histoire, Le Magazine littéraire, New Times, Novaja Gazeta. Inoltre, mantiene il suo blog sul sito web di HuffPost (Francia).
Il 21 dicembre 2017, giornalisti francesi, tra cui Galia Ackerman, hanno pubblicato una lettera aperta sul quotidiano Le Monde chiedendo che le attività del canale televisivo di propaganda russo Russia Today fossero vietate in Francia.

### Traverser Tchernobyl

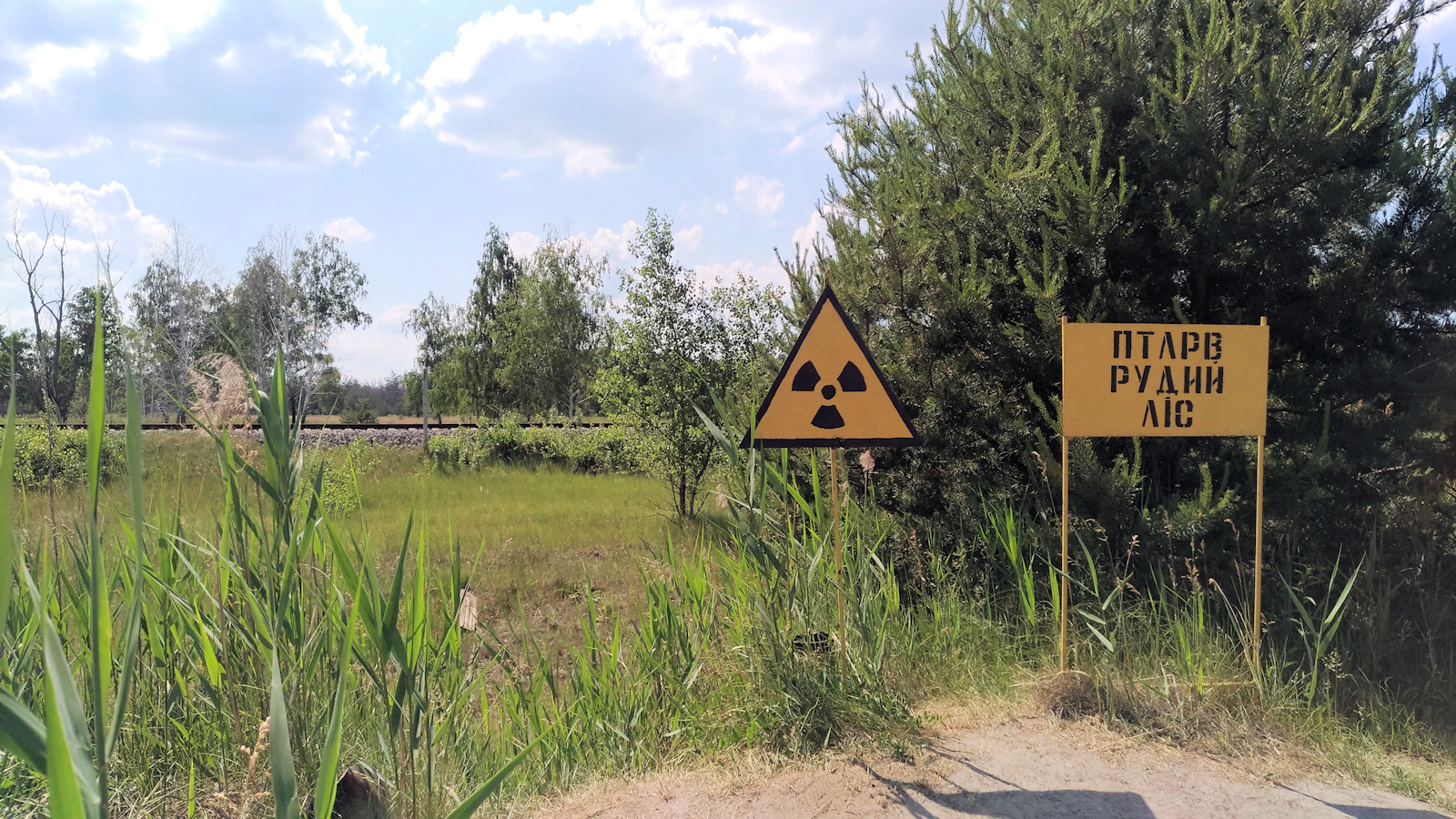
Zona esclusa di Černobyl' nel febbraio 2019

Nel 1998, Galia Ackerman ha tradotto in francese Preghiera per Černobyl' di Svjatlana Aleksievič, un documentario sul disastro di Černobyl'. Mentre lavorava alla traduzione, ha viaggiato nei territori avvelenati chiamati "Zona" (abbreviazione di Zona di alienazione), in Bielorussia, e ha intervistato personalità locali ben note sulla catastrofe nucleare.
Quando ha pubblicato le sue storie raccolte su "Zone", il Centro di Arte Moderna di Barcellona le ha chiesto nel 2003 di preparare una mostra su "Zone". Per preparare i materiali necessari, Galia Ackerman ha viaggiato dal 2003 al 2006 in Ucraina. Ha collaborato con un museo sulla catastrofe a Kiev, ha incontrato la gente del posto e ha raccolto vari manufatti come abiti speciali dei lavoratori del recupero, vari contatori Geiger. Di conseguenza, ha raccolto molte informazioni e ha scritto il suo primo documentario nel 2006 su "Zone", ma, ha detto, era solo una pura storia della catastrofe. Ha pubblicato poi libri su questo argomento: Les Silences de Tchernobyl ("I silenzi di Černobyl'", 2006), Tchernobyl, retour sur un désastre ("Černobyl', ritorno su un disastro" 2007), Traverser Tchernobyl ("Attraversare Černobyl'" ; 2016).
Nel 2013 ha pubblicato il libro "FEMEN" sulle attività del movimento femminista ucraino FEMEN. Il libro è stato pubblicato dalla casa editrice francese Kalman-Levy.
Galia Ackerman è la co-fondatrice e segretaria generale del "Forum europeo per l'Ucraina". Organizza lezioni e conferenze di intellettuali e leader civici di fama mondiale a Kiev e in altre città dell'Ucraina, nonché visite di scienziati e leader civici ucraini nei paesi dell'Europa occidentale. In Ucraina  Ackerman tiene spesso conferenze in varie conferenze, riunioni, ecc.
Nei suoi viaggi in Ucraina, Galia Ackerman è diventata amica della poetessa ucraina Lina Kostenko, che ha anche lei visitato spesso la zona di Černobyl'. Così ha deciso di scrivere una nuova storia intitolata Traverser Tchernobyl per raccontare la sua esperienza ventennale su Černobyl', pensieri, immagini mentali di Černobyl'. Il libro è stato pubblicato in Francia.